# Axinidris acholli
Axinidris acholli är en myrart som beskrevs av Weber 1941. Axinidris acholli ingår i släktet Axinidris och familjen myror. Inga underarter finns listade.